# Charles Lugon
Charles Lugon war ein Schweizer Radrennfahrer.
Charles Lugon war Profi in den Jahren 1900 und 1901. In diesen beiden Jahren errang er drei Schweizer Meistertitel, einen im Strassenrennen und zwei im Steherrennen.